# 張祖恩
張祖恩（1951年—），臺灣環境工程學者、政務官，彰化縣人，曾任國立成功大學環境工程學系系主任、工學院副院長及環保署署長等。
2001年4月由時任環保署署長郝龍斌延揽，借調出任環保署副署長。2003年10月到2005年4月為第七任行政院環境保護署署長。2005年離任後，返成大任環工系教授。
张祖恩出身于大家庭，兄弟姊妹连他共十人。妻子是中医师，在台南开业，育有一子一女，分别曾在美国和英国求学。